# Колодрібська сільська рада
Коло́дрібська сільська́ ра́да — адміністративно-територіальна одиниця та орган місцевого самоврядування в Заліщицькому районі Тернопільської області. Адміністративний центр — село Колодрібка.

## Загальні відомості
Колодрібська сільська рада утворена 16 грудня 1985 року.
- Територія ради: 22,07 км²
- Населення ради: 1 337 осіб (станом на 2001 рік)
- Територією ради протікає річка Дністер

## Населені пункти
Сільській раді були підпорядковані населені пункти:
- с. Колодрібка

## Склад ради
Рада складалася з 16 депутатів та голови.
- Голова ради: Матійчик Іван Васильович
- Секретар ради: Бульдяк Марія Петрівна

### Керівний склад попередніх скликань
| Прізвище, ім'я, по батькові | Основні відомості                                                                                                | Дата обрання | Дата звільнення |
| --------------------------- | --- | ------------ | --------------- |
| Матійчик Іван Васильович    | Сільський голова, 1959 року народження, освіта середня спеціальна, член Всеукраїнського об'єднання «Батьківщина» | 26.03.2006   | 31.10.2010      |
| Матійчик Іван Васильович    | Сільський голова, 1959 року народження, освіта середня спеціальна, безпартійний                                  | 31.10.2010   |                 |

Примітка: таблиця складена за даними сайту Верховної Ради України

### Депутати
За результатами місцевих виборів 2010 року депутатами ради стали:

#### За суб'єктами висування
| Суб'єкт висування | Кількість обраних депутатів | %   |
| ----------------- | --------------------------- | --- |
| Самовисування     | 16                          | 100 |

#### За округами
| № округу | Прізвище, ім'я, по батькові   | Дата визнання обраним | Освіта             | Партійна приналежність | Відомості про обраного депутата                        |
| -------- | ----------------------------- | --------------------- | ------------------ | ---------------------- | ------------------------------------------------------ |
| 1        | Дністрян Володимир Васильович | 03.04.2011            | середня спеціальна | позапартійний          | приватний підприємець                                  |
| 2        | Бульдяк Марія Петрівна        | 04.11.2010            | середня спеціальна | позапартійна           | Касперівська сільська рада, секретар                   |
| 3        | Слободян Василь Іванович      | 04.11.2010            | середня спеціальна | позапартійний          | тимчасово не працює                                    |
| 4        | Костюк Борис Петрович         | 04.11.2010            | вища               | позапартійний          | загальноосвітня школа І-ІІ ст. с. Колодрібка, вчитель  |
| 5        | Дребіт Ганна Петрівна         | 04.11.2010            | середня спеціальна | позапартійна           | Бібліотека-філія с. Колодрібка, бібліотекар            |
| 6        | Антонюк Галина Василівна      | 04.11.2010            | вища               | позапартійна           | Колодрібська сільська рада, бухгалтер                  |
| 7        | Герман Любомир Степанович     | 04.11.2010            | вища               | позапартійний          | Відділення зв'язку с. Колодрібка, начальник            |
| 8        | Данилюк Мирослав Іванович     | 04.11.2010            | середня спеціальна | позапартійний          | тимчасово не працює                                    |
| 9        | Дубець Віктор Іванович        | 04.11.2010            | вища               | позапартійний          | тимчасово не працює                                    |
| 10       | Запорожан Степан Петрович     | 04.11.2010            | вища               | позапартійний          | загальноосвітня школа І-ІІ ст. с. Колодрібка, директор |
| 11       | Кикоть Світлана Степанівна    | 04.11.2010            | середня спеціальна | позапартійна           | ДНЗ «Сонечко», завідувач                               |
| 12       | Дубець Світлана Іванівна      | 04.11.2010            | середня спеціальна | позапартійна           | ДНЗ «Сонечко», вихователь                              |
| 13       | Мегера Василь Іванович        | 04.11.2010            | середня            | позапартійний          | тимчасово не працює                                    |
| 14       | Тофан Іван Іванович           | 04.11.2010            | середня спеціальна | позапартійний          | загальноосвітня школа І-ІІ ст. с. Колодрібка, електрик |
| 15       | Павлучинська Леся Богданівна  | 04.11.2010            | вища               | позапартійна           | пенсіонер                                              |
| 16       | Холодило Василь Васильович    | 04.11.2010            | середня спеціальна | позапартійний          | тимчасово не працює                                    |